# Orane
Orane (em cirílico: Оране) é uma vila da Sérvia localizada no município de Bojnik, pertencente ao distrito de Jablanica, na região de Pusta Reka. A sua população era de 85 habitantes segundo o censo de 2002.

## Demografia
| 1948 | 1953 | 1961 | 1971 | 1981 | 1991 | 2002 | 2011 |
| ---- | ---- | ---- | ---- | ---- | ---- | ---- | ---- |
| 799  | 764  | 678  | 566  | 414  | 221  | 152  | 85   |